# 天目石要一郎
天目石 要一郎（あまめいし よういちろう、1968年〈昭和43年〉5月6日 - ）は日本の政治家。東京都武蔵村山市市議会議員（5期）。日本李登輝友の会理事、李登輝学校日本校友会理事長、草莽全国地方議員の会会計、および北多摩西BBS会副会長も務める。

## 略歴
千葉県流山市出身。
千葉県立千葉東高等学校卒、学習院大学法学部政治学科卒。大学在学中に日本新党に参加。会社勤務を経て、1995年の武蔵村山市議会選挙に新党さきがけから出馬し初当選する。1999年に再選。2001年、自由党から東京都議会議員選挙に出馬するも落選。2003年に無所属で再度市議選に立候補して当選、2007年無投票当選。2011年落選。2015年、5回目の当選。

## 活動
- 北朝鮮による日本人拉致問題に取り組み、「しおかぜ」の日本国内送信によるものとしては自身が北朝鮮に入国して初の現地受信確認を行った。[1]

- 2010年7月から武蔵村山市や三多摩地区の他の自治体の公共工事で公明党議員らと菊池建設による官製談合事件に関連し、警視庁捜査二課、 日本を護る市民の会の黒田大輔代表や、矢野穂積、朝木直子東村山市議共に追及を行っている[要出典]。
- 2014年2月の都営団地入札工事を、談合情報を事前にブログに掲載して的中させている[要出典]。
- 武蔵村山市自治功労賞、東京保護観察所感謝状を受賞。